# 泰拉奇纳
泰拉奇纳（義大利語：Terracina，義大利語發音：[tɛraˈtʃina]）是義大利中部拉齊奧大區拉蒂納省的一個城市，位於羅馬東南76（47英里）處。泰拉奇纳這個地名來自於拉丁語中的Tarracina和沃爾西語中的Anxur。

## 友好城市
- 法國 卡堡